# Cnemaspis selamatkanmerapoh
Espèce
Cnemaspis selamatkanmerapoh est une espèce de geckos de la famille des Gekkonidae.

## Répartition
Cette espèce est endémique du Pahang en Malaisie péninsulaire. Elle se rencontre à Merapoh dans les grottes Gua Gunting et Gua Goyang.

## Publication originale
- Grismer, Wood, Mohamed, Chan, Heinz, Sumarli, Chan & Loredo, 2013 : A new species of karst-adapted Cnemaspis Strauch, 1887 (Squamata: Gekkonidae) from a threatened karst region in Pahang, Peninsular Malaysia. Zootaxa, no 3746 (3), p. 463–472.